# Eleições presidenciais portuguesas de Maio de 1915
As segundas eleições presidenciais portuguesas decorreram em sessão especial do Congresso da República, no dia 29 de Maio de 1915, para eleger o novo Presidente da República a concluir o mandato de Manuel de Arriaga, que havia renunciado ao cargo três dias antes. Presidiu à sessão António Xavier Correia Barreto, presidente da Câmara do Senado.
Nos termos da Constituição Política da República Portuguesa de 1911 que então vigorava, o Presidente da República era eleito através de sufrágio indireto, requerendo pelo menos dois terços dos votos das duas Câmaras (Deputados e Senado) do Congresso da República reunidas em sessão conjunta. No caso, e como se tratava de uma vacatura da presidência (Manuel de Arriaga havia renunciado ao cargo), o candidato eleito seria um "Presidente de transição", exercendo o cargo apenas durante o tempo que restava ao período presidencial do substituído.
Foi eleito Joaquim Teófilo Fernandes Braga, tendo ainda concorrido Duarte Leite, que não obteve expressão no resultado eleitoral. O mandato de Teófilo Braga termina em 6 de Agosto desse mesmo ano, completando-se o 1.º quatriénio de 1911 a 1915.

## Resultados
| Candidato       | Candidato       | Partido             | Votos | %               |
| --------------- | --------------- | ------------------- | ----- | --------------- |
|                 | Teófilo Braga   | Partido Democrático | 98    | 96,08 / 100,00  |
|                 | Duarte Leite    | Independente        | 1     | 0,98 / 100,00   |
| Votos em Branco | Votos em Branco | Votos em Branco     | 3     | 2,94 / 100,00   |
| Total           | Total           | Total               | 102   | 100,00 / 100,00 |

Arquivo Histórico Parlamentar

### Gráfico
| Gráfico dos resultados | Gráfico dos resultados | Gráfico dos resultados | Gráfico dos resultados | Gráfico dos resultados |
| ---------------------- | ---------------------- | ---------------------- | ---------------------- | ---------------------- |
|                        |                        |                        |                        |                        |
| Teófilo Braga          | Teófilo Braga          |                        | 98                     | 98                     |
| Duarte Leite           | Duarte Leite           |                        | 1                      | 1                      |